# Robert Durrer
Robert Durrer (Arbon, 18 novembre 1890 – Zumikon, 13 febbraio 1978) è stato un ingegnere svizzero che ha sviluppato il processo di base per la produzione di acciaio per ossigeno (il processo di Linz-Donawitz, che prende il nome dalle città in cui la tecnologia è stata commercializzata) .

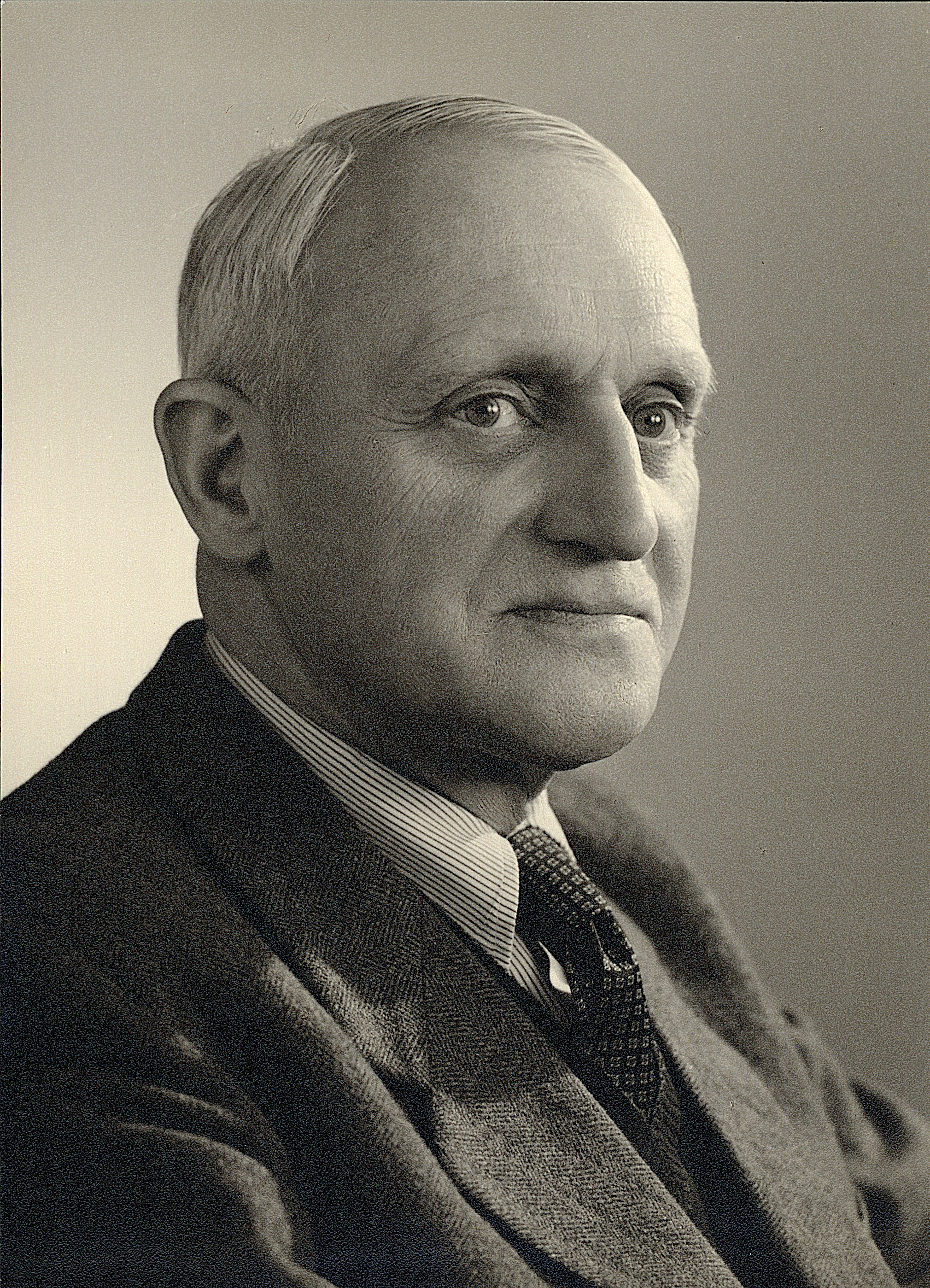
Robert Durrer (ca. 1950)

Il processo è stato testato con successo da Durrer nel 1948. Un team guidato dal Dr. Theodor Eduard Suess in Austria ha adattato il processo e lo ha portato a dimensioni industriali, ed è stato commercializzato da VÖEST e ÖAMG.

## Biografia
Durrer si laureò all'Università Tecnica di Aquisgrana nel 1915. Rimase in Germania e nel 1928 accettò la cattedra di professore di metallurgia all'Università tecnica di Berlino. Dal 1933 al 1939, durante la sua permanenza nella Germania nazista, Durrer supervisionò gli esperimenti sulla nuova tecnica di fabbricazione dell'acciaio. Nel 1943 Durrer tornò dalla Germania nazista in Svizzera e fu nominato nel consiglio di amministrazione di von Roll AG, il più grande produttore di acciaio del Paese. Durrer si unì a Heinrich Heilbrugge e condusse una serie di esperimenti che stabilirono la fattibilità commerciale della metallurgia dell'ossigeno di base. Nel 1947 Durrer ordinò un piccolo convertitore sperimentale dagli Stati Uniti e il 1º aprile 1948 Durrer e Heilbrugge produssero il loro primo acciaio soffiato con ossigeno.
Nell'estate del 1948 von Roll AG e due società austriache di proprietà statale, VÖEST e ÖAMG, accettarono di commercializzare il processo Durrer. I loro forni commerciali convertitori furono messi in funzione nel novembre 1952 (VÖEST a Linz) e nel maggio 1953 (ÖAMG, Donawitz) e divennero temporaneamente il filo conduttore della siderurgia mondiale, causando un aumento della ricerca legata all'acciaio. A differenza dell'Europa, la cui capacità industriale era stata decimata dalla seconda guerra mondiale, l'America aveva una grande base di capacità di fabbricazione dell'acciaio ed era economico mantenere, piuttosto che sostituire, il proprio capitale. Gli Stati Uniti Steel e Bethlehem Steel hanno comunque introdotto la produzione di acciaio con ossigeno nel 1964; nel 1969, la sua stazza ha superato quella prodotta con il processo Bessemer. Il Giappone divenne uno dei primi ad adottare e dal 1970 produsse l'80% del suo acciaio nelle fornaci di Linz-Donawitz. Il contributo di Durrer alla produzione di acciaio pratica fu riconosciuto dal Premio Benjamin F. Fairless dell'AIME nel 1966.
Durrer è stato professore al Politecnico federale di Zurigo dal 1943 al 1961. Ha curato ed è stato co-autore dei volumi Metallurgie des Eisens (Metallurgia del ferro o "Gmelin-Durrer"). L'annuale premio Staudinger-Durrer assegnato dall'ETH di Zurigo commemora Durrer insieme al vincitore del premio Nobel Hermann Staudinger.